# Аліабад (Урмія)
Аліабад (перс. علی‌آباد) — село в Ірані, входить до складу дехестану Ровзех-Чай у Центральному бахші шахрестану Урмія провінції Західний Азербайджан.